# Курбанов Рашид Магомедович
Рашид Курбанов (рос. Рашид Курбанов; нар. 16 лютого 1987, Махачкала, Дагестан, РРФСР) — російський та узбецький борець вільного стилю дагестанського походження, бронзовий призер чемпіонату світу, дворазоваий бронзовий, срібний призер та дворазоваий чемпіон Азії, чемпіон Азійських ігор.

## Біографія
Народився в Махачкалі. Боротьбою займається з 2001 року. Вихованець дагестанської школи вільної боротьби. На початку спортивної кар'єри виступав за збірну Росії. У її складі був чемпіоном Європи серед кадетів (2004) і серед юніорів (2007). З 2011 року виступає за збірну Узбекистана, де став її лідером. В кінці 2013 року очолив махачкалинську спортивну школу імені Бузая Ібрагімова.

## Спортивні результати на міжнародних змаганнях

### Виступи на Чемпіонатах світу
| Змагання                        | Збірна     | Вагова категорія          | Місце  |
| ------------------------------- | ---------- | ------------------------- | ------ |
| Чемпіонат світу з боротьби 2011 | Узбекистан | вільна боротьба, до 74 кг | 7      |
| Чемпіонат світу з боротьби 2013 | Узбекистан | вільна боротьба, до 74 кг | Бронза |
| Чемпіонат світу з боротьби 2014 | Узбекистан | вільна боротьба, до 74 кг | 7      |
| Чемпіонат світу з боротьби 2015 | Узбекистан | вільна боротьба, до 74 кг | 10     |
| Чемпіонат світу з боротьби 2016 | Узбекистан | вільна боротьба, до 70 кг | 5      |
| Чемпіонат світу з боротьби 2018 | Узбекистан | вільна боротьба, до 79 кг | 15     |
| Чемпіонат світу з боротьби 2019 | Узбекистан | вільна боротьба, до 79 кг | 5      |

### Виступи на Чемпіонатах Азії
| Змагання                       | Збірна     | Вагова категорія          | Місце  |
| ------------------------------ | ---------- | ------------------------- | ------ |
| Чемпіонат Азії з боротьби 2011 | Узбекистан | вільна боротьба, до 74 кг | Золото |
| Чемпіонат Азії з боротьби 2013 | Узбекистан | вільна боротьба, до 74 кг | Золото |
| Чемпіонат Азії з боротьби 2014 | Узбекистан | вільна боротьба, до 86 кг | Бронза |
| Чемпіонат Азії з боротьби 2015 | Узбекистан | вільна боротьба, до 74 кг | Бронза |
| Чемпіонат Азії з боротьби 2018 | Узбекистан | вільна боротьба, до 79 кг | Срібло |

### Виступи на Азійських іграх
| Змагання           | Збірна     | Вагова категорія          | Місце  |
| ------------------ | ---------- | ------------------------- | ------ |
| Азійські ігри 2010 | Узбекистан | вільна боротьба, до 74 кг | 11     |
| Азійські ігри 2014 | Узбекистан | вільна боротьба, до 74 кг | Золото |
| Азійські ігри 2018 | Узбекистан | вільна боротьба, до 86 кг | 7      |

### Виступи на Кубках світу
| Змагання                    | Збірна     | Вагова категорія          | Місце |
| --------------------------- | ---------- | ------------------------- | ----- |
| Кубок світу з боротьби 2011 | Узбекистан | вільна боротьба, до 74 кг | 5     |

### Виступи на інших змаганнях
| Змагання                                                         | Збірна     | Вагова категорія                 | Місце  |
| ---------------------------------------------------------------- | ---------- | -------------------------------- | ------ |
| Золотий Гран-прі з боротьби 2010 (Красноярськ)                   | Росія      | вільна боротьба, до 74 кг        | 5      |
| Міжнародний меморіал Дейва Шульца 2010                           | Росія      | вільна боротьба, до 74 кг        | 6      |
| Олімпійський кваліфікаційний турнір з боротьби 2012 (Астана)     | Узбекистан | вільна боротьба, до 74 кг        | Золото |
| Золотий Гран-прі з боротьби 2012 (Баку)                          | Узбекистан | вільна боротьба, до 74 кг        | Золото |
| Турнір Алі Алієва 2012                                           | Узбекистан | вільна боротьба, до 74 кг        | Срібло |
| Турнір Яшара Догу 2013                                           | Узбекистан | вільна боротьба, до 74 кг        | Бронза |
| Турнір Степана Саргісяна 2013                                    | Узбекистан | вільна боротьба, до 84 кг        | Бронза |
| Золотий Гран-прі з боротьби 2013 (Баку)                          | Узбекистан | вільна боротьба, до 74 кг        | Золото |
| Турнір Яшара Догу 2014                                           | Узбекистан | вільна боротьба, до 74 кг        | 27     |
| Турнір Олександра Медведя 2014                                   | Узбекистан | вільна боротьба, до 86 кг        | 8      |
| Золотий Гран-прі з боротьби 2014 (Баку)                          | Узбекистан | вільна боротьба, до 74 кг        | Срібло |
| Гран-прі Парижа з боротьби 2015                                  | Узбекистан | вільна боротьба, до 74 кг        | Золото |
| Турнір Олександра Медведя 2015                                   | Узбекистан | вільна боротьба, до 74 кг        | 9      |
| Турнір Алі Алієва 2015                                           | Узбекистан | вільна боротьба, до 86 кг        |        |
| Турнір Дана Колова — Николи Петрова 2016                         | Узбекистан | вільна боротьба, до 74 кг        | Бронза |
| Турнір Олександра Медведя 2016                                   | Узбекистан | вільна боротьба, до 74 кг        | Бронза |
| Олімпійський кваліфікаційний турнір з боротьби 2016 (Астана)     | Узбекистан | вільна боротьба, до 74 кг        | Бронза |
| Олімпійський кваліфікаційний турнір з боротьби 2016 (Улан-Батор) | Узбекистан | вільна боротьба, до 74 кг        | 8      |
| Турнір Яшара Догу 2017                                           | Узбекистан | вільна боротьба, до 86 кг        | 9      |
| Меморіал Кристьяна Палусалу 2017                                 | Узбекистан | греко-римська боротьба, до 85 кг | 4      |
| Меморіал Кристьяна Палусалу 2017                                 | Узбекистан | вільна боротьба, до 86 кг        | Золото |
| Ігри ісламської солідарності 2017                                | Узбекистан | вільна боротьба, до 86 кг        | 5      |
| Кубок Ахмата Кадирова 2017                                       | Узбекистан | вільна боротьба, до Teamevent кг | 5      |
| Гран-прі «Іван Яригін» 2018                                      | Узбекистан | вільна боротьба, до 79 кг        | 5      |
| Турнір Алі Алієва 2018                                           | Узбекистан | вільна боротьба, до 79 кг        | Срібло |
| Турнір Алі Алієва 2019                                           | Узбекистан | вільна боротьба, до 79 кг        | Бронза |
| Турнір Олександра Медведя 2019                                   | Узбекистан | вільна боротьба, до 79 кг        | Бронза |
| Кубок Алроси 2019                                                | Узбекистан | Multiple Style Event, до F86 кг  | 5      |
| Турнір Маттео Пелліцоне 2020                                     | Узбекистан | вільна боротьба, до 86 кг        | 8      |
| Турнір Г. Картозія і В. Балавадзе 2018                           | Узбекистан | вільна боротьба, до 79 кг        | 11     |

### Виступи на змаганнях молодших вікових груп
| Змагання                                       | Збірна | Вагова категорія          | Місце  |
| ---------------------------------------------- | ------ | ------------------------- | ------ |
| Чемпіонат Європи з боротьби серед юніорів 2007 | Росія  | вільна боротьба, до 74 кг | Золото |
| Чемпіонат Європи з боротьби серед кадетів 2004 | Росія  | вільна боротьба, до 69 кг | Золото |